# جامعه‌شناسی روستایی (کتاب)
جامعه‌شناسی روستایی کتابی از منصور وثوقی جامعه‌شناس و استاد بازنشسته دانشکده علوم اجتماعی دانشگاه تهران است که در سال ۱۳۶۷ منتشر و در مراسم کتاب سال جمهوری اسلامی ایران به‌عنوان کتاب شایسته تقدیر معرفی شد.
دو کتاب دیگر منصور وثوقی نیز به چاپ‌های متعدد رسیده‌است:
1. مبانی جامعه‌شناسی
2. تغییرات اجتماعی اثر گی روشه